# Moussa Diabaté
Moussa Diabaté (Parigi, 21 gennaio 2002) è un cestista francese, professionista nella NBA con gli Charlotte Hornets.

## Carriera
Dopo aver trascorso una stagione con i Michigan Wolverines, nel 2022 si dichiara per il Draft NBA, venendo selezionato con la 43ª scelta assoluta dai Los Angeles Clippers, che lo firmano con un two-way contract.

## Statistiche

### NCAA
| Anno      | Squadra             | PG | PT | MP   | TC%  | 3P%  | TL%  | RP  | AP  | PRP | SP  | PP  |
| --------- | ------------------- | -- | -- | ---- | ---- | ---- | ---- | --- | --- | --- | --- | --- |
| 2021-2022 | Michigan Wolverines | 32 | 26 | 24,8 | 54,2 | 21,4 | 61,9 | 6,0 | 0,8 | 0,3 | 0,9 | 9,0 |
| Carriera  | Carriera            | 32 | 26 | 24,8 | 54,2 | 21,4 | 61,9 | 6,0 | 0,8 | 0,3 | 0,9 | 9,0 |

#### Massimi in carriera
- Massimo di punti: 28 vs Iowa (17 febbraio 2022)[5]
- Massimo di rimbalzi: 13 vs Minnesota (11 dicembre 2021)
- Massimo di assist: 3 (3 volte)
- Massimo di palle rubate: 2 vs Rutgers (4 gennaio 2022)
- Massimo di stoppate: 3 (2 volte)
- Massimo di minuti giocati: 35 vs Indiana (23 gennaio 2022)

### NBA

#### Regular Season
| Anno      | Squadra           | PG  | PT | MP   | TC%  | 3P%  | TL%  | RP  | AP  | PRP | SP  | PP  |
| --------- | ----------------- | --- | -- | ---- | ---- | ---- | ---- | --- | --- | --- | --- | --- |
| 2022-2023 | L.A. Clippers     | 22  | 1  | 8,9  | 51,1 | 50,0 | 62,5 | 2,3 | 0,2 | 0,3 | 0,4 | 2,7 |
| 2023-2024 | L.A. Clippers     | 11  | 0  | 5,8  | 52,6 | -    | 64,3 | 2,2 | 0,4 | 0,5 | 0,1 | 2,6 |
| 2024-2025 | Charlotte Hornets | 71  | 8  | 17,5 | 59,6 | 0,0  | 59,5 | 6,2 | 0,8 | 0,6 | 0,6 | 5,7 |
| Carriera  | Carriera          | 104 | 9  | 14,4 | 58,1 | 12,5 | 60,3 | 4,9 | 0,6 | 0,6 | 0,5 | 4,7 |

#### Massimi in carriera
- Massimo di punti: 13 vs Cleveland Cavaliers (29 gennaio 2023)[6]
- Massimo di rimbalzi: 9 vs Dallas Mavericks (10 novembre 2023)
- Massimo di assist: 2 (2 volte)
- Massimo di palle rubate: 2 vs Portland Trail Blazers (25 ottobre 2023)
- Massimo di stoppate: 3 vs Utah Jazz (18 gennaio 2023)
- Massimo di minuti giocati: 30 vs Cleveland Cavaliers (29 gennaio 2023)

### G League
| Anno      | Squadra          | PG | PT | MP   | TC%  | 3P%  | TL%  | RP   | AP  | PRP | SP  | PP   |
| --------- | ---------------- | -- | -- | ---- | ---- | ---- | ---- | ---- | --- | --- | --- | ---- |
| 2022-2023 | Ontario Clippers | 33 | 33 | 32,4 | 56,9 | 0,0  | 63,6 | 11,8 | 2,4 | 1,3 | 1,3 | 16,7 |
| 2023-2024 | Ontario Clippers | 19 | 18 | 30,0 | 54,6 | 12,5 | 58,3 | 10,2 | 2,2 | 1,2 | 1,9 | 15,5 |
| 2024-2025 | Greens. Swarm    | 3  | 3  | 35,3 | 67,9 | -    | 66,7 | 14,7 | 1,7 | 1,7 | 1,0 | 16,7 |
| Carriera  | Carriera         | 55 | 54 | 31,7 | 56,6 | 7,7  | 62,1 | 11,4 | 2,3 | 1,3 | 1,5 | 16,3 |

## Palmarès
- McDonald's All-American (2021)